# Stężyca (gmina w województwie lubelskim)
Stężyca (daw. gmina Pawłowice) – gmina wiejska w województwie lubelskim, w powiecie ryckim. W latach 1975–1998 gmina położona była w województwie lubelskim. Jest najdalej na zachód wysuniętą gminą województwa lubelskiego.
Siedziba gminy to Stężyca.
Według danych z 30 czerwca 2004 gminę zamieszkiwało 5540 osób. Natomiast według danych z 31 grudnia 2019 roku gminę zamieszkiwało 5140 osób. W 2021 liczba ta stopniała do 4902 mieszkańców.

## Struktura powierzchni
Według danych z roku 2002 gmina Stężyca ma obszar 116,78 km², w tym:
- użytki rolne: 63%
- użytki leśne: 18%

Gmina stanowi 18,97% powierzchni powiatu.

## Demografia

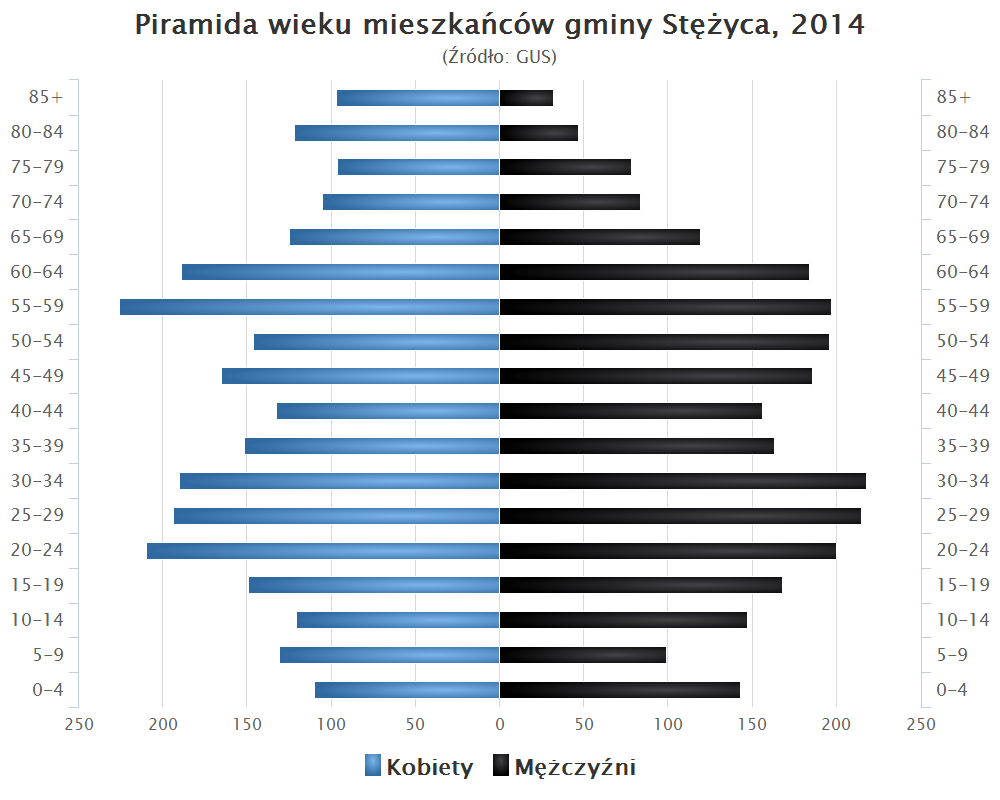
Piramida wieku mieszkańców gminy Stężyca w 2014 roku

Dane z 30 czerwca 2004:
| Opis                              | Ogółem | Ogółem | Kobiety | Kobiety | Mężczyźni | Mężczyźni |
| --------------------------------- | ------ | ------ | ------- | ------- | --------- | --------- |
| jednostka                         | osób   | %      | osób    | %       | osób      | %         |
| populacja                         | 5540   | 100    | 2809    | 50,7    | 2731      | 49,3      |
| gęstość zaludnienia (mieszk./km²) | 47,4   | 47,4   | 24,1    | 24,1    | 23,4      | 23,4      |

| Wykaz miejscowości podstawowych oraz ich integralnych części w administracji gminy Stężyca                                                                                               | Wykaz miejscowości podstawowych oraz ich integralnych części w administracji gminy Stężyca | Wykaz miejscowości podstawowych oraz ich integralnych części w administracji gminy Stężyca | Wykaz miejscowości podstawowych oraz ich integralnych części w administracji gminy Stężyca |
| Nazwa miejscowości | Identyfikator                                                                              | Rodzaj                                                                                     | Współrzędne                                                                                |
| --- | ------------------------------------------------------------------------------------------ | ------------------------------------------------------------------------------------------ | ------------------------------------------------------------------------------------------ |
| Błędowice | 0391443                                                                                    | część wsi Kletnia                                                                          | 51°37′49″N 21°47′06″E/51,630278 21,785000                                                  |
| Borowina | 0391450                                                                                    | część wsi Krukówka                                                                         | 51°36′16″N 21°51′10″E/51,604444 21,852778                                                  |
| Bory | 0391437                                                                                    | część wsi Brzeźce                                                                          | 51°36′29″N 21°44′10″E/51,608056 21,736111                                                  |
| Brzeziny | 0391489                                                                                    | wieś                                                                                       | 51°37′34″N 21°49′56″E/51,626111 21,832222                                                  |
| Brzeziny-Kolonia | 0391414                                                                                    | część wsi Brzeziny                                                                         | 51°36′55″N 21°50′21″E/51,615278 21,839167                                                  |
| Brzeźce | 0391495                                                                                    | wieś                                                                                       | 51°35′23″N 21°42′57″E/51,589722 21,715833                                                  |
| Brzeźce-Kolonia | 0391472                                                                                    | część wsi Prażmów                                                                          | 51°34′54″N 21°42′45″E/51,581667 21,712500                                                  |
| Długowola | 0391503                                                                                    | wieś                                                                                       | 51°36′18″N 21°41′42″E/51,605000 21,695000                                                  |
| Drachalica | 0391510                                                                                    | wieś                                                                                       | 51°35′13″N 21°41′34″E/51,586944 21,692778                                                  |
| Kletnia | 0391526                                                                                    | wieś                                                                                       | 51°37′37″N 21°46′45″E/51,626944 21,779167                                                  |
| Krukówka | 0391532                                                                                    | wieś                                                                                       | 51°35′48″N 21°50′40″E/51,596667 21,844444                                                  |
| Nadwiślanka | 0391561                                                                                    | wieś                                                                                       | 51°34′59″N 21°49′02″E/51,583056 21,817222                                                  |
| Nowa Rokitnia | 0391578                                                                                    | wieś                                                                                       | 51°37′42″N 21°47′30″E/51,628333 21,791667                                                  |
| Paprotnia | 0391584                                                                                    | wieś                                                                                       | 51°37′52″N 21°39′43″E/51,631111 21,661944                                                  |
| Pawłowice | 0391590                                                                                    | wieś                                                                                       | 51°36′24″N 21°40′39″E/51,606667 21,677500                                                  |
| Piotrowice | 0391609                                                                                    | wieś                                                                                       | 51°36′19″N 21°40′02″E/51,605278 21,667222                                                  |
| Plebanka | 0391466                                                                                    | część wsi Krukówka                                                                         | 51°35′56″N 21°49′59″E/51,598889 21,833056                                                  |
| Prażmów | 0391615                                                                                    | wieś                                                                                       | 51°34′30″N 21°41′48″E/51,575000 21,696667                                                  |
| Stara Rokitnia | 0391621                                                                                    | wieś                                                                                       | 51°37′08″N 21°48′21″E/51,618889 21,805833                                                  |
| Stężyca | 0391638                                                                                    | wieś                                                                                       | 51°34′49″N 21°46′33″E/51,580278 21,775833                                                  |
| Zapiaszcze | 0391420                                                                                    | część wsi Brzeziny                                                                         | 51°38′55″N 21°50′10″E/51,648611 21,836111                                                  |
| Zielonka | 0391644                                                                                    | wieś                                                                                       | 51°38′29″N 21°49′10″E/51,641389 21,819444                                                  |
| Źródło: Państwowy Rejestr Nazw Geograficznych – miejscowości – format XLSX, Dane z państwowego rejestru nazw geograficznych – PRNG, Główny Urząd Geodezji i Kartografii, 1 stycznia 2025 |                                                                                            |                                                                                            |                                                                                            |

## Sołectwa
Brzeziny, Brzeźce, Długowola, Drachalica, Kletnia, Krukówka, Nadwiślanka, Nowa Rokitnia, Paprotnia, Pawłowice, Piotrowice, Prażmów, Stara Rokitnia, Stężyca, Zielonka.

## Sąsiednie gminy
Dęblin, Kozienice, Maciejowice, Ryki, Sieciechów, Trojanów